# Fontenilles
Fontenilles (em occitano:  Fontanilhas) é uma comuna francesa na região administrativa da Occitânia, no departamento do Alto Garona. Estende-se por uma área de 20.22 km², com 5.914 habitantes, segundo o censo de 2018, com uma densidade de 290 hab/km².